# Volcán El Trébol
Volcán El Trébol är en vulkan i Mexiko.   Den ligger i delstaten Sonora, i den nordvästra delen av landet, 2 000 km nordväst om huvudstaden Mexico City. Toppen på Volcán El Trébol är 193 meter över havet.
Terrängen runt Volcán El Trébol är platt. Runt Volcán El Trébol är det mycket glesbefolkat, med 4 invånare per kvadratkilometer. Omgivningarna runt Volcán El Trébol är i huvudsak ett öppet busklandskap.